# Gypsy (cântec de Shakira)
„Gypsy” (în limba română: „Țigancă”) este un cântec pop-folk al interpretei columbiane Shakira.

## Prezența în clasamente
„Gypsy” a intrat inițial în clasamentele oficiale din Spania, unde a debutat pe locul patruzci și șapte în cadrul ierarhiei compilate de Promusicae pe baza vânzărilor obținute. Avansnd treptat, compoziția a intrat în top 10 la paisprezece zile distanță, pentru ca în final să ocupe treapta cu numărul trei în cea de-a paisprezecea săptămână de activitate, primind un disc de platină pentru cele peste 40.000 de exemplare comercializate în acest teritoriu. Înregistrarea s-a bucurat de succes și în țările vorbitoare de limbă germană din Europa, respectiv, Austria, Elveția și Germania, unde a debutat pe locul opt, marcând revenirea Shakirei în primele zece trepte ale clasamentului Media Control, după performanțele moderate obținute de predecesorul său — „Did It Again”. Alte prezențe notabile pe teritoriul european au fost obținute în regiuni precum Estonia, Croația, România sau Ungaria, în toate fiind consemnate intrări în top 10. În ierarhiile generale europene, „Gypsy” a activat cu succes, obținând locul al doisprezecelea în lista compilată de APC Charts, în timp ce revista Billboard a plasat înregistrarea pe poziția cu numărul douăzeci și cinci. În Regatul Unit, compoziția a obținut un dezamăgitor loc o sută șaizeci și nouă.
În Statele Unite ale Americii, cântecul a debutat direct pe locul șaizeci și cinci în Billboard Hot 100 — grație numărului semnificativ de descărcări digitale comercializate — însă ulterior a început să coboare, părăsind ierarhia după doar douăzeci și unu de zile de activitate. Cu toate acestea, versiunea în limba spaniolă, „Gitana”, s-a bucurt de succes în rândul clasamentelor ce contorizează în principal muzica latino. Astfel, grație difuzărilor primite din partea posturilor de radio, compoziția a devenit un nou șlagăr de top 10 pentru Shakira în Billboard Hot Latin Songs, câștigând și o plasare pe locul întâi în Billboard Hot Latin Pop, devenind cea de-a doisprezecea reușită de acest gen din cariera interpretei, plasând-o totodată pe locul doi în lista artiștilor cu cele mai multe distincții de acest fel. Piesa s-a bucurat de succes și într-o serie de țări din America Latină, ocupând locul unu în regiuni precum Bolivia, Ecuador, Honduras, Mexic, Panama, Paraguay sau Uruguay, conform clasamentelor publicate de Top Latino. De asemenea, în Rusia au fost difuzate ambele versiuni ale cântecului, acestea ajutând la plasarea discului single pe locul optzeci în ierarhiile Top Hit.ru. În clasamentul mondial „Gypsy”/„Gitana” a câștigat poziția cu numărul treizeci și patru.

## Clasamentele
| Țară (clasament)                      | Poziția maximă | Referință |
| „Gypsy”                               | „Gypsy”        | „Gypsy”   |
| ------------------------------------- | -------------- | --------- |
| Austria (Ö3 Austria Top 75)           | 11             | [ 1 ]     |
| Belgia — Flandra (Ultratop)           | 54             | [ 2 ]     |
| Belgia — Valonia (Ultratop)           | 40             | [ 3 ]     |
| Canada (Billboard)                    | 80             | [ 4 ]     |
| Cehia (IFPI)                          | 6              | [ 5 ]     |
| Croația (e!Hot)                       | 26             | [ 6 ]     |
| Elveția (Media Control)               | 12             | [ 7 ]     |
| Estonia (Uuno.ee)                     | 1              | [ 8 ]     |
| Europa (Billboard — European Hot 100) | 25             | [ 4 ]     |
| Europa (APC Charts)                   | 12             | [ 9 ]     |
| Germania (Media Control)              | 7              | [ 10 ]    |
| România (Romania Airplay Top 100)     | 3              | [ 11 ]    |
| Slovacia (IFPI)                       | 19             | [ 12 ]    |
| Spania (Promusicae)                   | 3              | [ 13 ]    |
| S.U.A. (Billboard Hot 100)            | 65             | [ 4 ]     |

| Țară (clasament)                     | Poziția maximă | Referință     |
| ------------------------------------ | -------------- | ------------- |
| S.U.A. (Billboard Hot Digital Songs) | 48             | [ 4 ]         |
| Ungaria (Rádiós Top 40)              | 6              | [ 14 ]        |
| „Gypsy”/„Gitana”                     |                |               |
| Rusia (Top Hit)                      | 80             | [ 15 ] [ 16 ] |
| United World Chart (Media Traffic)   | 34             | [ 17 ]        |
| „Gitana”                             |                |               |
| Argentina (Top Latino)               | 5              | [ 18 ]        |
| Bolivia (Top Latino)                 | 1              | [ 18 ]        |
| Ecuador (Top Latino)                 | 1              | [ 19 ]        |
| Honduras (Top Latino)                | 1              | [ 18 ]        |
| Mexic (Top Latino)                   | 1              | [ 18 ]        |
| Panama (Top Latino)                  | 1              | [ 20 ]        |
| Paraguay (Top Latino)                | 1              | [ 18 ]        |
| S.U.A. (Billboard Hot Latin Songs)   | 6              | [ 21 ]        |
| S.U.A. (Billboard Hot Latin Pop)     | 1              | [ 21 ]        |
| Uruguay (Top Latino)                 | 1              | [ 22 ]        |